# Vic Morrow
Victor "Vic" Morrow (New York, 14 februari 1929 - Indian Dunes Park (Californië), 23 juli 1982) was een Amerikaanse acteur.
Morrow ging op zijn zeventiende van school af en ging naar de United States Navy. Zijn eerste filmrol was in Blackboard Jungle uit 1955. Na zijn filmcarrière speelde hij in de televisieserie Combat! (1962-1967) de hoofdrol, een sergeant tijdens de Tweede Wereldoorlog. Hij regisseerde en schreef een aantal afleveringen. Na Combat ging hij werken in een aantal andere televisiefilms en televisieseries. Morrow had een rol in 1973 in twee afleveringen van de in Australië geproduceerde serie The Evil Touch waarvan hij er één regisseerde. Hij speelde een moordzuchtige sheriff in de film The California Kid uit 1974, waarin ook Martin Sheen een rol had. In de komedie The Bad News Bears uit 1976 had hij een sleutelrol.
Morrow stierf op 53-jarige leeftijd samen met twee kleine kinderen tijdens de opnamen van de film Twilight Zone: The Movie. Een helikopterpiloot verloor de controle over de helikopter waardoor die neerstortte. Morrow en een kind werden onthoofd. Het andere kind werd onder de neerstortende helikopter verpletterd. De zes inzittenden van de helikopter waren slechts lichtgewond. Dit incident veroorzaakte grote ophef in de VS en leidde tot aanpassingen in de wetgeving met betrekking tot kinderarbeid alsmede de veiligheidsvoorschriften op filmsets in Californië.
Vic Morrow ligt begraven op de Hillside Memorial Park Cemetery in Culver City (Californië). Hij liet twee dochters na: de actrices Jennifer Jason Leigh en Carrie Morrow.